# کانالو
کانالو (به انگلیسی: Canalou) یک شهر در ایالات متحده آمریکا است که در شهرستان نیو مادرید، میزوری واقع شده‌است. کانالو ۰٫۵۲ کیلومتر مربع مساحت و ۳۳۸ نفر جمعیت دارد و ۸۸ متر بالاتر از سطح دریا واقع شده‌است.